# Harmonajzer
Harmonajzer je deveti studijski album srpskog rock sastava Električni orgazam, koji je 2002. godine objavila diskografska kuća PGP RTS. Album je producirao Koja, a Gile i Banana su bili koproducenti. Uz novog bubnjara Blagoja Nedeljkovića Pačeta, kao gosti su sudjelovali: Vlada Divljan (vah gitara), Zerkman (truba), Kojot (trombon), Dušan Petrović (saksofon), Zdenko Kolar i Boris Bunjac (prateći vokali). Ljuba Đukić je pjevao na skladbi Zato stojim sam. Po običaju, Banana je otpjevao glavni vokal u pjesmama Promene i Tome neće doći kraj. Novost su i dva instrumentala Đankarlo Gingiva ponovo jaše i Ресторан З ора (Restoran Z ora) (autori Švaba i Koja).

## Popis pjesama
| 1.    | »Danas nisam sasvim svoj«      | 2:49 |
| 2.    | »Istina nema kraj«             | 3:11 |
| 3.    | »Neka sada vide svi«           | 2:25 |
| 4.    | »Nebo broji korake«            | 4:26 |
| 5.    | »Ko se sada seća svega«        | 2:23 |
| 6.    | »Senke zidova«                 | 4:32 |
| 7.    | »Promene«                      | 3:17 |
| 8.    | »РECTOPAH 3 ОPA«               | 1:43 |
| 9.    | »Zato stojim sam«              | 4:57 |
| 10.   | »Tome neće doći kraj«          | 2:54 |
| 11.   | »Protiv sebe«                  | 7:30 |
| 12.   | »Đankarlo Gingiva ponovo jaše« | 2:49 |
| 13.   | »Ona šeta psa«                 | 3:12 |
| 46:03 |                                |      |

## Sudjelovali na albumu

### Električni orgazam
- Srđan Gojković — gitara, vokali
- Zoran Radomirović Švaba — bas-gitara
- Blagoje Nedeljković Pače — bubnjevi
- Branislav Petrović Banana — gitara, harmonika, prateći vokali

### Dodatno osoblje
- Dule Petrović (saksofon na pjesmama 1 i 4)
- Zoran Erkman (truba na pjesmama 1 i 4)
- Boris Bunjac (prateći vokali na pjesmama 2, 3 i 6, udaraljke na 11)
- Zdenko Kolar (prateći vokali na pjesmama 2, 3 i 6)
- Nemanja Kojić Kojot (trombon na pjesmi 4)
- Dušan Kojić Koja (ritam gitara na pjesmama 7 i 9, akustična gitara na pjesmi 8)
- Vlada Divljan (gitara na pjesmi 9)
- Ljubomir Djukić Ljuba (vokal na pjesmi 9)

## Vanjske poveznice
- Harmonajzer na Discogs